# Affoltern im Emmental
Affoltern im Emmental (in einheimischer Mundart: [ˈafːˌɔɯ̯təɾə (im ˈæmːɪˌtɑʊ̯)]) ist eine Einwohnergemeinde im Schweizer Kanton Bern. Sie gehört zum Verwaltungskreis Emmental.

## Name
Der Ortsname ist sicher 1244 als Herkunftsangabe eines Edelmanns bezeugt: Wernherus nobilis de Affoltrei. Die ältern Belege Hesso de Affoltron (1146) und Petrus villicus de Affoltron (1216) könnten sich auch auf Grossaffoltern beziehen. Der Name geht auf den lokativisch verwendeten Dativ pluralis ahd. *afoltrun ‹(bei den) Apfelbäumen› zurück.

## Geographie

Historisches Luftbild von Walter Mittelholzer von 1923

Wie der Namenszusatz besagt, liegt Affoltern im Emmental. Zu Affoltern gehören auch die Weiler Weier-Schweikhof, Häusernmoos, Eggerdingen, Heiligenland und Teile des Rinderbachs.
Die Nachbargemeinden, von Norden beginnend im Uhrzeigersinn, sind Walterswil, Dürrenroth, Sumiswald, Rüegsau, Heimiswil und Wynigen. Auf dem Gebiet der Gemeinde Affoltern befindet sich der bekannte Aussichtspunkt Lueg.

## Bevölkerung
| Jahr      | 1764 | 1850 | 1880 | 1900 | 1930 | 1950 | 1960 | 1970 | 1980 | 1990 | 2000 |
| Einwohner | 758  | 1140 | 1055 | 1142 | 1130 | 1237 | 1206 | 1223 | 1150 | 1141 | 1212 |

## Politik
Neben der Einwohnergemeinde gibt es unter diesem Namen eine evangelisch-reformierte Kirchgemeinde. Eine Burgergemeinde existiert nicht.
Gemeindepräsident ist seit 2021 Roland Ryser (SVP, Stand 2024) mit Amtsdauer bis Ende 2024.
Bei den Nationalratswahlen 2023 betrugen die Wähleranteile in Affoltern im Emmental (in Klammern die Veränderung im Vergleich zu den Wahlen 2019 in Prozentpunkten): SVP 55,95 % (+0,92), SP 8,17 % (+0,75), EDU 7,68 % (+2,40), EVP 7,28 % (+1,42), Mitte 7,05 % (−1,87), FDP 5,30 % (+0,77), Grüne 3,11 % (−1,12), glp 2,49 % (−0,65), Weitere 2,96 % (−2,63).

## Sehenswürdigkeiten

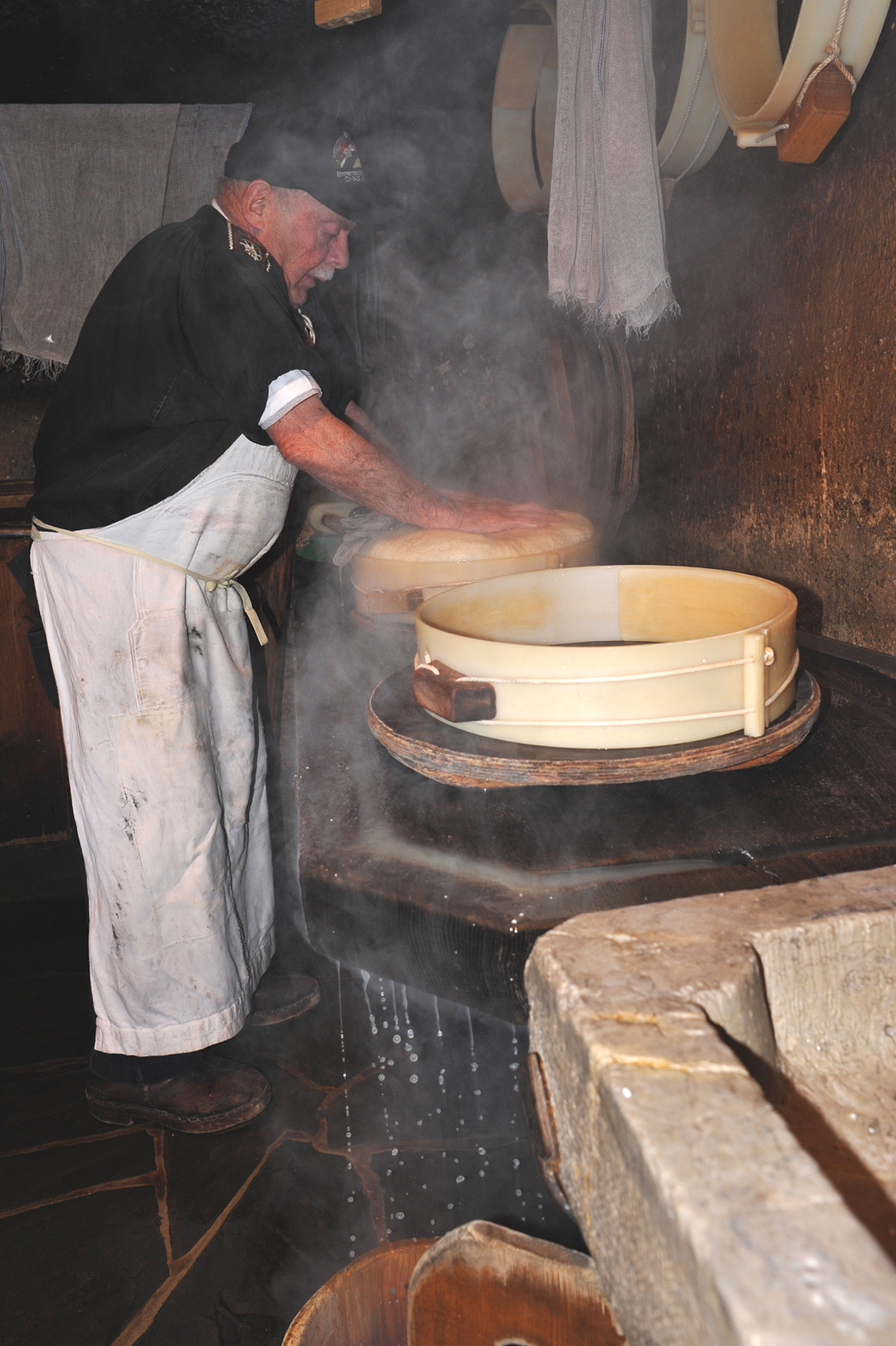
Traditionelle Käseherstellung im Küherstock (1741) der Schaukäserei

Im Dorf befindet sich die Emmentaler Schaukäserei, dort wird in einer Ausstellung gezeigt wie Emmentaler Käse hergestellt wird. Bis 2025 wurde eine eigene Produktion betrieben.
Nordwestlich vom Ortskern befindet sich die Lueg, ein Hügel mit einem bekannten Aussichtspunkt und Kavalleriedenkmal.

## Verkehr
In Weier befindet sich ein Bahnhof der eingestellten Linie Huttwil–Ramsei.
Die Gemeinde ist per Bus ab den Bahnhöfen Huttwil, Hasle-Rüegsau und Sumiswald erreichbar. Ab Burgdorf erreicht man die Lueg per Bus. Diese Kurse werden von der Busland AG, einer Tochtergesellschaft der BLS AG, betrieben.